# 찰스 하이드

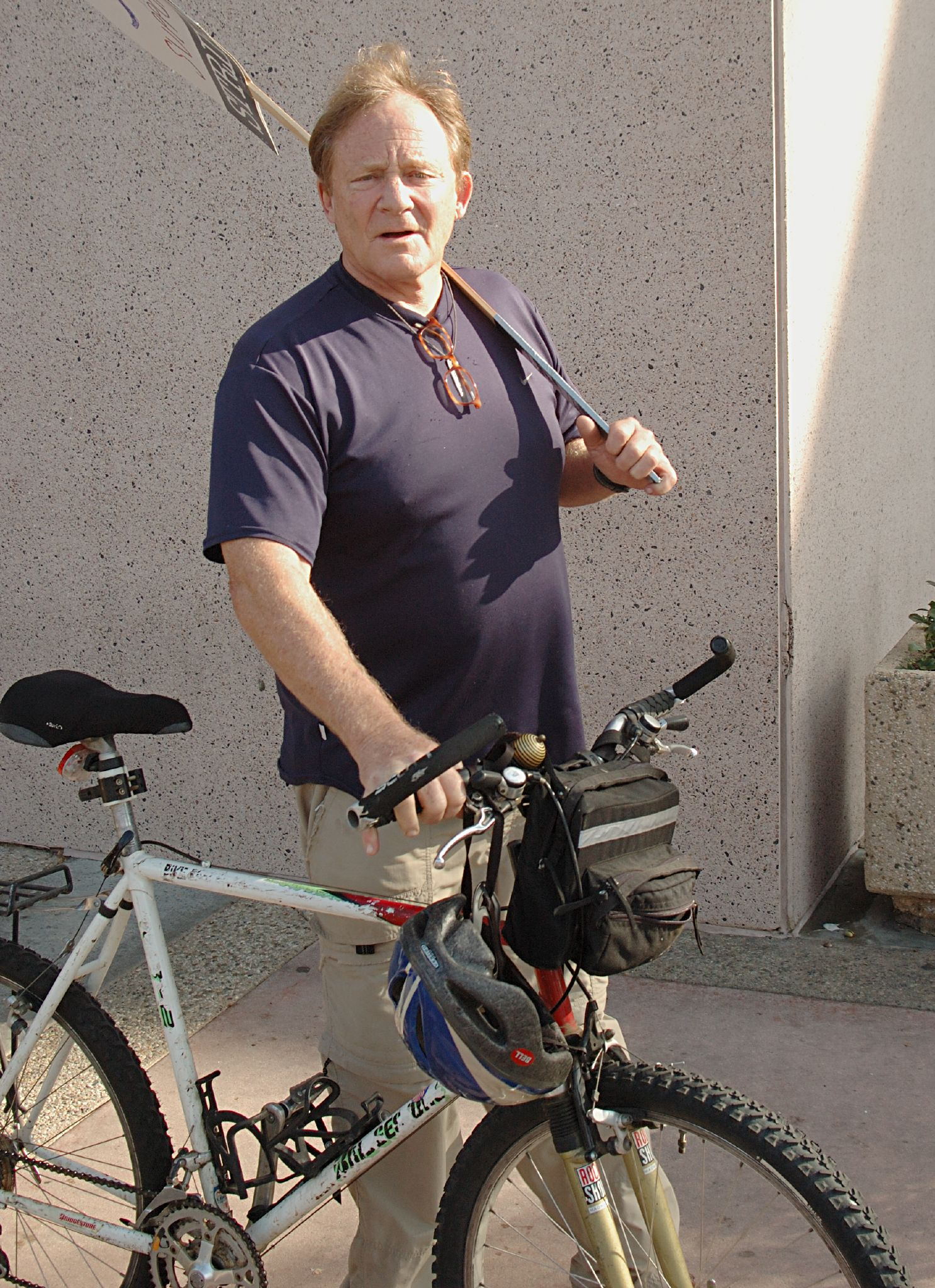

찰스 하이드(Charles Maurice Haid III, 1943년 6월 2일 ~ )는 미국의 배우, 영화 감독, 텔레비전 감독이다.

## 작품 목록
- 달려라, 타이코 (2005, Life Is Ruff) - 연출
- 카우 삼총사 (2004년) - 럭키 잭 역 (애니메이션)
- 샐리 헤밍즈 어메리컨 스캔들 (2000년)
- 세번째 기적 (1999년)
- 라이더스 오브 더 퍼플 세이지 (1996년)
- 블랙 머니 (1995년)
- 회색 게임 (1995년)
- 설원의 월 (1994)
- 프리즈 프레임(영어판) (1993년)
- 마지막 스트라이크 (1993년)
- 나이트맨 (1992년)
- 스토리빌 (1992년)
- FBI 기동 타격대 5 (1992, In the Line of Duty: Siege at Marion) - 연출
- FBI 기동 타격대 2 (1990년)
- 심야의 공포 (1990년)
- 폭우 속의 참사 (1989년)
- 상하이 특급 (1989, Man Against the Mob: The Chinatown Murders)
- 특명 24시 (1988년)
- 스퀘어 댄스 (1987년)
- 하우스 오브 굿 (1984년)
- 상태 개조 (1980년)
- 데스 문 (1978년)
- A Death in Canaan (1978)
- 러브 스토리 2 (1978년)
- 누가 이 비를 멈추랴 (1978년)
- 콰이어보이 (1977년)

### 텔레비전
- 여형사 페퍼 (1976) - 출연
- 천재소년 두기 (1990-92) - 출연
- 허리케인 2017년 (1993, The Fire Next Time)
- 뉴욕경찰 24시 (1993-2002) - 연출, 출연
- ER (1994-2008) - 연출
- 가디언 (2001) - 연출
- The Court (2002) - 연출
- 보스턴 리걸 (2004) - 연출
- 크리미널 마인드 (2005-11) - 연출, 출연
- 닙턱 (2006-08) - 연출, 출연
- 브레이킹 배드 (2009) - 연출
- 디펜더스: 유쾌한 변호사들 (2010-11) - 연출